# Stefanie Heinzmann
Stefanie Fabienne Heinzmann (Visp, 10 marzo 1989) è una cantante svizzera.
Sorella di Claudio Heinzmann, anch'egli cantante, collabora spesso con lui.

## Carriera
Si fa notare nel 2008 quando vince il format DSDS, talent show di Stefan Raab in onda sul network tedesco ProSieben. Dopo aver vinto la gara, pubblica il singolo My Name Is a Mean Man, che ottiene successo in Svizzera, Germania e Austria, così come il suo album di debutto Masterplan. Pubblica il secondo album nel 2009 e vince un premio Echo come artista femminile dell'anno.

## Discografia

### Album in studio
- 2008 – Masterplan
- 2009 – Roots to Grow
- 2012 – Stefanie Heinzmann
- 2015 – Chance of Rain
- 2019 - All We Need is Love
- 2021 - Labyrinth